# Lepus fagani
Lepus fagani (заєць ефіопський) — вид ссавців ряду Зайцеподібні.

## Поширення
Країна проживання: Ефіопія. Вид можна знайти на висоті від 500 до 2500 м. Передбачається, що мешкає в степу, на луках і трав'янистих ділянках лісу.

## Поведінка
Практично нічого не відомо про звички цього виду.

## Морфологічні ознаки
Загальна довжина становить 45–54 см. Важить 2,5 кг. Шерсть жовтувато-коричневого кольору на спині і білувата на животі. Вуха й кінець хвоста чорні.